# دالة كثيرة الحدود

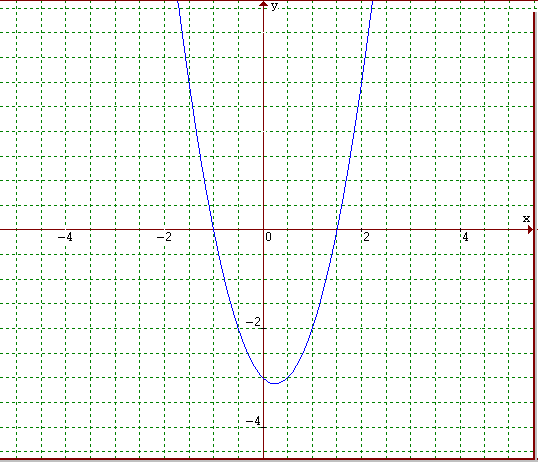

الدالة كثيرة الحدود أو الدّالة الحدوديّة، في علم الجبر، هي تطبيق مقرون بحدوديّة ذات معاملات في حلقة تبادليّة.
{\displaystyle f:x\mapsto a_{n}x^{n}+a_{n-1}x^{n-1}+\cdots +a_{2}x^{2}+a_{1}x+a_{0}}